# متیو ولز (قایقران)
متیو ولز (انگلیسی: Matthew Wells؛ زادهٔ ۱۹ آوریل ۱۹۷۹) ورزشکار روئینگ اهل بریتانیا است.
وی در مسابقات کشوری و بین‌المللی در مجموع برندهٔ ۱ مدال نقره، ۲ مدال برنز شده‌است.